# Tour Sigues Siendo Dios
Tour Sigues Siendo Dios, es una gira musical del cantante y compositor Marcos Witt, hecha para promocionar su álbum de estudio Sigues Siendo Dios, de 2014. La gira recorrió países de Norteamérica y América Latina.

## Antecedentes
Tras lanzar su álbum Sigues Siendo Dios, Marcos Witt emprende una nueva gira musical basada en el nombre de su álbum, iniciando el 2 de julio de 2014 en Querétaro y extendiéndose hasta 2016.

## DVD
El 18 de octubre de 2014 en el Tecnópolis de Buenos Aires, Argentina, Marcos Witt grabó el DVD en vivo de la gira llamado "Sigues Siendo Dios en Vivo" ante más de 85.000 personas.

## Repertorio del Tour
El repertorio de los conciertos variaba de acuerdo al lugar donde se realizaba la presentación y a la fecha; estos son algunos de los setlist que Marcos Witt presentó durante la gira:
| Setlist 1 1. “Alabemos” 2. “Vivi para amarte” 3. “Enciende una Luz” 4. “Muévete” 5. “Sigues Siendo Dios” | Setlist 2 1. “En los montes, en los Valles” 2. “Enciende una Luz” 3. “Sigues Siendo Dios” 4. “Somos el Pueblo de Dios” | Setlist 3 1. “Desciende Aquí” 2. “Es aquí, es ahora” 3. “Enciende una Luz” 4. “Sigues Siendo Dios” 5. “Somos el Pueblo de Dios” |

## Fechas de la gira
| Norteamérica             |                         |                |                                      |
| 2 de julio de 2014       | Querétaro               | México         | Auditorio Josefa Ortiz de Domínguez  |
| Latinoamérica            |                         |                |                                      |
| 5 de julio de 2014       | San Salvador            | El Salvador    |                                      |
| 8 de julio de 2014       | Pando                   | Bolivia        |                                      |
| 10 de julio de 2014      | La Paz                  | Bolivia        |                                      |
| 12 de julio de 2014      | Tarija                  | Bolivia        |                                      |
| Norteamérica             |                         |                |                                      |
| 15 de julio de 2014      | Guadalajara             | México         | Auditorio Telmex                     |
| 16 de julio de 2014      | Chilón                  | México         |                                      |
| Latinoamérica            |                         |                |                                      |
| 22 de julio de 2014      | Cajamarca               | Perú           | Estadio Cristo El Señor              |
| 26 de julio de 2014      | Lima                    | Perú           | Parque de la Exposición              |
| Norteamérica             |                         |                |                                      |
| 4 de agosto de 2014      | McAllen                 | Estados Unidos | McAllen Convention Center            |
| 6 de agosto de 2014      | Nuevo Laredo            | México         | Palenque                             |
| Latinoamérica            |                         |                |                                      |
| 8 de agosto de 2014      | Guayaquil               | Ecuador        | Coliseo Voltaire Paladines Polo      |
| Norteamérica             |                         |                |                                      |
| 16 de agosto de 2014     | Puebla                  | México         | Centro Expositor                     |
| Latinoamérica            |                         |                |                                      |
| 23 de agosto de 2014     | San Juan                | Puerto Rico    | Coliseo de Puerto Rico               |
| Norteamérica             |                         |                |                                      |
| 26 de agosto de 2014     | Ciudad Victoria         | México         | Parque Praxedis Balboa               |
| 28 de agosto de 2014     | Monclova                | México         | Plaza de Toros                       |
| 30 de agosto de 2014     | Coatzacoalcos           | México         | Teatro de Coatzacoalcos              |
| 5 de septiembre de 2014  | San José                | Estados Unidos | Iglesia Sobre la Roca                |
| Latinoamérica            |                         |                |                                      |
| 9 de septiembre de 2014  | Córdoba                 | Argentina      |                                      |
| 11 de septiembre de 2014 | Resistencia             | Argentina      | Iglesia de la Ciudad                 |
| 13 de septiembre de 2014 | Mendoza                 | Argentina      | Club Andes Talleres                  |
| Norteamérica             |                         |                |                                      |
| 16 de septiembre de 2014 | Cuautla                 | México         | Mesón del Calvario                   |
| 20 de septiembre de 2014 | Orizaba                 | México         | Foro de Orizaba                      |
| 24 de septiembre de 2014 | Chilón                  | México         |                                      |
| 26 de septiembre de 2014 | Puebla                  | México         | CCU                                  |
| Latinoamérica            |                         |                |                                      |
| 18 de octubre de 2014    | Buenos Aires            | Argentina      | Tecnópolis                           |
| Norteamérica             |                         |                |                                      |
| 24 de noviembre de 2014  | Escárcega               | México         | Estadio Francisco Castillo Maldonado |
| Latinoamérica            |                         |                |                                      |
| 26 de noviembre de 2014  | Tegucigalpa             | Honduras       |                                      |
| Norteamérica             |                         |                |                                      |
| 18 de abril de 2015      | Tuxtla Gutiérrez        | México         |                                      |
| Latinoamérica            |                         |                |                                      |
| 23 de abril de 2015      | Barranquilla            | Colombia       |                                      |
| 25 de abril de 2015      | Valledupar              | Colombia       | Parque de la Leyenda Vallenata       |
| Norteamérica             |                         |                |                                      |
| 9 de mayo de 2015        | Guadalajara             | México         | Explanada del Hospicio Cabañas       |
| 23 de mayo de 2015       | Springdale              | Estados Unidos |                                      |
| Latinoamérica            |                         |                |                                      |
| 5 de junio de 2015       | Bogotá                  | Colombia       | Misión Carismática Internacional     |
| 7 de junio de 2015       | Medellín                | Colombia       | Centro de Eventos La Macarena        |
| 5 de julio de 2015       | Montería                | Colombia       | Estadio Dieciocho de Junio           |
| Norteamérica             |                         |                |                                      |
| 25 de julio de 2015      | Acapulco                | México         |                                      |
| 2 de agosto de 2015      | Greenville              | Estados Unidos |                                      |
| 29 de agosto de 2015     | Austin                  | Estados Unidos |                                      |
| Latinoamérica            |                         |                |                                      |
| 17 de septiembre de 2015 | Bucaramanga             | Colombia       |                                      |
| 18 de septiembre de 2015 | Santa Marta             | Colombia       |                                      |
| 6 de noviembre de 2015   | Santiago de Chile       | Chile          | Teatro Caupolicán                    |
| Norteamérica             |                         |                |                                      |
| 13 de noviembre de 2015  | Ciudad Juárez           | México         | Gimnasio del Colegio de Bachilleres  |
| Latinoamérica            |                         |                |                                      |
| 11 de diciembre de 2015  | Boyacá                  | Colombia       |                                      |
| Norteamérica             |                         |                |                                      |
| 11 de febrero de 2016    | Cancún                  | México         | Plaza de Toros                       |
| 13 de febrero de 2016    | Mérida                  | México         | Coliseo Yucatán                      |
| 5 de marzo de 2016       | Tacoma                  | Estados Unidos |                                      |
| 26 de marzo de 2016      | Anaheim                 | Estados Unidos | River Arena                          |
| 29 de marzo de 2016      | Durango                 | México         |                                      |
| Latinoamérica            |                         |                |                                      |
| 31 de marzo de 2016      | Puerto La Cruz          | Venezuela      | Estadio José Antonio Anzoátegui      |
| 2 de abril de 2016       | Puerto Ordaz            | Venezuela      | Centro Cachamay                      |
| Norteamérica             |                         |                |                                      |
| 30 de abril de 2016      | Nueva York              | Estados Unidos | United Palace                        |
| 15 de mayo de 2016       | Villahermosa            | México         | Teatro al Aire Libre                 |
| 17 de mayo de 2016       | Orizaba                 | México         | Plaza de Toros la Concórdia          |
| Latinoamérica            |                         |                |                                      |
| 27 de mayo de 2016       | La Libertad             | Ecuador        | Ciudad de Dios                       |
| 24 de junio de 2016      | San José                | Costa Rica     | Estadio Nacional                     |
| 1 de julio de 2016       | Tunja                   | Colombia       | Coliseo Irdet                        |
| 3 de julio de 2016       | Yopal                   | Colombia       | Estadio Santiago de las Atalayas     |
| Norteamérica             |                         |                |                                      |
| 15 de julio de 2016      | Houston                 | Estados Unidos | Iglesia Hosanna                      |
| 16 de julio de 2016      | Houston                 | Estados Unidos | Iglesia Hosanna                      |
| 21 de octubre de 2016    | McAllen                 | Estados Unidos | McAllen Convention Center            |
| Latinoamérica            |                         |                |                                      |
| 29 de octubre de 2016    | Cataño                  | Puerto Rico    | Frente Marítimo                      |
| 16 de noviembre de 2016  | Managua                 | Nicaragua      |                                      |
| 4 de diciembre de 2016   | Santa Cruz de la Sierra | Bolivia        |                                      |
| Norteamérica             |                         |                |                                      |
| 9 de diciembre de 2016   | Orlando                 | Estados Unidos | Amway Center                         |
| 11 de diciembre de 2016  | Cárdenas                | México         | Plaza Central                        |